# Ctenotus leonhardii
Ctenotus leonhardii (звичайний пустельний гребневухий сцинк) — вид сцинкоподібних ящірок родини сцинкових (Scincidae). Ендемік Австралії. Вид названий на честь німецького антрополога Моріца фон Леонарді.

## Поширення і екологія
Звичайні пустельні гребневухі сцинки широко поширені в центральних районах Австралії, від західного узбережжя Західної Австралії через Південну Австралію і Північну Територію до Квінсленда та північно-західного Нового Південного Уельсу. Вони живуть в акацієвих і чагарникових заростях та в піщаних пустелях. Живляться комахами та іншими безхребетними. Відкладають яйця.